# Mickaël Robin
Pour les articles homonymes, voir Robin.

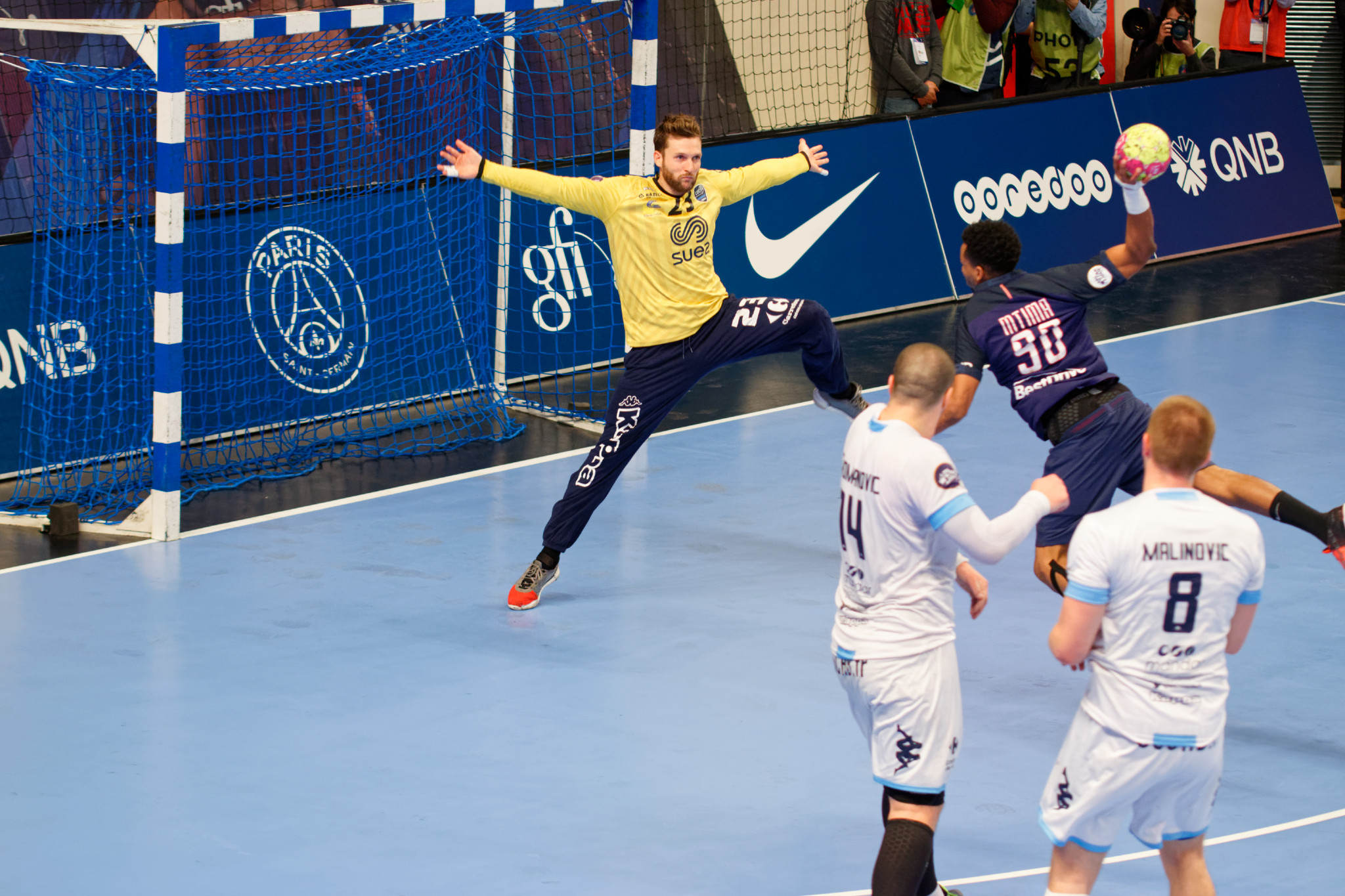
Mickaël Robin à la parade face à Jeffrey M'Tima, le 14 décembre 2016.

Mickaël Robin, né le 28 mai 1985 à Strasbourg, est un joueur français de handball évoluant au poste de gardien de but.

## Biographie
Mickaël Robin ne pouvait échapper au handball dans la mesure où ses parents et son grand frère y étaient déjà impliqués. À 5 ans à peine, il touche ses premiers ballons à la SP Neuhof et y fait son petit bonhomme de chemin puisqu'il y visite toutes les catégories de jeunes ou presque.
A 16 ans, il rejoint l'équipe réserve du SC Sélestat qui évolue en Nationale 2. C'est là que tout s'accélère. Au bout de six mois, il intègre l'équipe première, alors en D1. Igor Tchoumak, double champion olympique, est le gardien n°1 du club à l'époque et va le prendre en mains : « C'était un des meilleurs gardiens au monde. Il m'a beaucoup fait bosser, m'a apporté son expérience. », dit-il. Mickaël Robin passe six saisons à Sélestat, six saisons ponctuées de bas et de hauts : « Le top fut la saison 2004-2005 où nous avons fini 6e de D1. On battait tout le monde à domicile, seul Montpellier nous a battus au COSEC Griesmar. Avec Heykel Megannem ou Issam Tej, notamment, on faisait peur aux autres équipes quand elles venaient à Sélestat ! ». Malgré tout, il se fait un nom parmi les jeunes gardiens français et intéresse plusieurs clubs. L'US Créteil notamment, mais surtout Chambéry avec qui il signe en 2008 : « Aller à Chambéry, c'était la possibilité de jouer des titres et, par-dessus tout, de connaître la Ligue des Champions. C'est magnifique à jouer, un tel niveau de jeu, c'est transcendant. ». Dans cette compétition, les Savoyards ont connu le très bon (victoires à Celje et Zagreb) et le beaucoup moins bon (défaite de 15 buts à Rhein-Neckar Löwen). 
Ses bonnes performances l'ont conduit à être sélectionné en équipe de France A', participant aux Jeux méditerranéens de 2009 avec au bout du compte une finale perdue contre la Serbie.
Après une excellente saison 2009-2010 ponctuée d'un titre de meilleur gardien du Championnat de France, il signe en janvier 2010 un contrat pour rejoindre le Montpellier AHB à compter de la saison 2011-2012, lorsque son contrat arrivera à expiration avec Chambéry. Pris au dépourvu, le club savoyard cherche un nouveau gardien et prend contact avec le gardien bosnien Nebojša Grahovac... qui signe un contrat d'un an au Montpellier AHB en attendant l'arrivée de Robin. Finalement, un accord est trouvé entre les deux clubs : Robin arrive un an plus tôt à Montpellier et Grahovac rejoint Chambéry. À Montpellier, club au palmarès le plus important en France, il bénéficie alors des conseils d'un entraîneur spécialisé, Branko Karabatić. 
En mai 2011, il se blesse gravement aux ischio-jambiers dans un accident de scooter et est ainsi absent des parquets pendant plusieurs mois. Ainsi, le 12 mai 2012, il est en phase de reprise lors du match face à Cesson Rennes MHB qui sera au cœur de l'affaire des paris truqués et il réalise néanmoins une première mi-temps correcte. En 2013, à la suite des départs de Richard Štochl à l'intersaison puis de Primož Prošt à la suite de l'affaire des paris, il devient le gardien titulaire du club héraultais, son suppléant étant le jeune Rémi Desbonnet. Au terme d'une saison très difficile pour Montpellier, il réalise le 25 mai 2013 une excellente performance en finale de Coupe de France remportée face au PSG. Le 12 juin 2013, il est mis en examen dans l'affaire des paris truqués. Toutefois, en se rendant à sa convocation, il chute une nouvelle fois à scooter et se fracture la cheville. Il sera finalement mis en examen le 6 août 2013. Le 10 juillet 2015, il est reconnu coupable d'escroquerie par le tribunal de Montpellier dans l'affaire des paris truqués liée au match de mai 2012 entre Cesson et Montpellier. En 2017, le 1er février, il a été acquitté à la suite de la poursuite du procès en appel.
En février 2014, alors qu'il est considéré par Patrice Canayer comme le 3e gardien de Montpellier derrière Thierry Omeyer et Arnaud Siffert et qu'il s'est engagé pour les deux saisons suivantes avec le club de Cesson Rennes, il est libéré par Montpellier pour rejoindre le FC Barcelone pour une pige de trois mois en tant que joker médical afin de pallier la blessure d'Arpad Šterbik.
Après deux saisons au Cesson Rennes Métropole Handball où il a contribué au maintien de l'équipe dans l'élite, il rejoint en 2016 l'US Créteil. Le club francilien sort d'une très bonne saison 2015/2016 avec une 6e place en championnat et une qualification en Coupe de l'EHF. Pour autant, l'élimination au premier tour en coupe d'Europe face aux modestes croate du RK Zamet Rijeka est énonciateur d'une saison difficile : au terme de la dernière journée du championnat, le club est relégué. Néanmoins, Mickaël Robin honore son contrat en évoluant en deuxième division pour la saison 2017-2018.
En 2021, alors qu'il avait annoncé sa retraite sportive au terme de sa cinquième saison à Créteil, il signe finalement un contrat d'une saison au HBC Nantes pour succéder à Cyril Dumoulin en attendant l'arrivée de Viktor Gísli Hallgrímsson.

## Palmarès

### En clubs
Compétitions internationales
- 3e place en Ligue des champions en 2014

Compétitions nationales
- Vainqueur du Championnat de France (2) : 2011, 2012 (2e en 2009, 2010)
- Vainqueur de la Coupe de France (2) : 2012, 2013 (Finaliste en 2009)
- Vainqueur de la Coupe de la Ligue (3) : 2011, 2012, 2014
- Vainqueur du Trophée des Champions (2) : 2010, 2011
- Vainqueur du Championnat d'Espagne (1) : 2014
- Vainqueur de la Coupe du Roi (1) : 2014

### En sélection nationale
Jeux méditerranéens
- Médaillé d'argent aux Jeux méditerranéens de 2009 à Pescara,  Italie

### Récompenses individuelles
- Meilleur gardien du Championnat de France (1) : 2010[3]